# Dawna loża wolnomularska w Kętrzynie
Dawna loża wolnomularska w Kętrzynie – zabytkowy budynek w Kętrzynie. Budowę rozpoczęto w 1860 roku z inicjatywy Antona Brillowskiego, mistrza miejscowej loży Drei Thore des Tempels. Po kasacji loży w okresie III Rzeszy budynek został skonfiskowany przez miasto. W okresie PRL mieścił Powiatowy Dom Kultury. W 1999 roku został odrestaurowany, obecnie mieści się w nim Stowarzyszenie im. Arno Holtza dla Porozumienia Polsko-Niemieckiego i Centrum Kultury Zamek. Jest to piętrowy murowany budynek w stylu neogotyckim nakryty płaskim dachem z narożnymi sterczynami w kształcie wieżyczek.